# Isaiah Jones
Pour les articles homonymes, voir Jones.
Isaiah Jones, né le 26 juin 1999 à Londres en Angleterre, est un footballeur international guyanien qui évolue au poste d'ailier droit à Luton Town.

## Biographie

### Carrière en club
Né à Londres en Angleterre, Isaiah Jones joue pour le Tooting & Mitcham United F.C. avant de rejoindre lors de l'été 2019 le Middlesbrough FC.
Il fait ses débuts en professionnel le 9 janvier 2021, lors d'un match de Coupe d'Angleterre contre le Brentford FC. Il entre en jeu à la place de Marcus Tavernier et son équipe s'incline par deux buts à un. 
Le 29 janvier 2021 il est finalement prêté lors de la deuxième partie de la saison en Écosse à Queen of the South. Il joue son premier match pour le club le 6 février 2021, lors d'une rencontre de championnat face au Alloa Athletic FC. Titularisé, il marque son premier but en ouvrant le score mais ne peut empêcher la défaite de son équipe (2-1 score final). Il se blesse en mars, et alors qu'il pensait sa saison terminée il parvient finalement à reprendre la compétition en avril.
Jones fait son retour à Middlesbrough pour la saison 2021-2022, jouant son premier match de championship dès la première journée, le 8 août 2021 contre le Fulham FC. Il entre en jeu à la place de Sam Morsy et délivre une passe décisive pour Marc Bola sur le but égalisateur qui permet à son équipe d'obtenir le point du match nul (1-1 score final). Jones est élu joueur du mois de décembre 2021 en championship.